# Berthe Gottigny
Berthe Gottigny (Aalst, 23 april 1875 - Elsene, 1972) was een van de eerste vrouwelijke burgemeesters van België. Ze was burgemeester van Heverlee tijdens de periode april 1935 tot mei 1944 en vervolgens van september 1944 tot juni 1946. Ze huwde in 1897 met professor Nicolas Sibenaler (Remich, 29 mei 1865 - Leuven, 13 februari 1946) en woonde samen met haar echtgenoot tot 1946 in Heverlee.
In Heverlee is er een straat naar haar genoemd.